# Siegfried Westphal
Siegfried Westphal (Leipzig, 18 de março de 1902 — Celle, 2 de julho de 1982) foi um oficial alemão da Segunda Guerra Mundial.

## Vida
Em 10 de novembro de 1918 entrou como cadete na Reichswehr, no regimento Granadeiro 12. Em 1 de dezembro de 1922 foi promovido a tenente e deslocado para o regimento de cavalaria 11.
Westphal foi em 1 de setembro de 1939 primeiro Generalstabsoffizier (Ia) da 58ª divisão de infantaria, e em 5 de março de 1940 Ia do XXVII corpo do exército. Em 1 de junho de 1942 foi gravemente ferido. Após ser promovido a coronel em 1 de agosto de 1942, foi nomeado em 6 de outubro do mesmo ano chefe do estado maior do exército blindado teuto-italiano na África. À sua nomeação como chefe da seção dirigente do Comando Superior Sul em 1 de fevereiro de 1943 seguiu sua promoção a major-general, em 1 de março de 1943. Em 21 de novembro de 1943 foi nomeado chefe de gabinete do Comando Chefe do Sudoeste e em 1 de abril de 1944 chefe de gabinete do Comando Chefe do Leste. Em 1 de fevereiro de 1945 foi então promovido a General de Cavalaria
De 8 de maio de 1945 a dezembro de 1947 foi prisioneiro de guerra dos Estados Unidos. Trabalhou depois como dirigente da seção de imprensa da siderúrgica Ruhrstahl, e depois da mesma ser encampada pelo complexo Rheinstahl, em 1960, como diretor da Rheinische Stahlwerke e chefe de sua seção em Bonn. Aposentou-se em 1972.

## Condecorações
- Cruz de Ferro (1939) II. e I. classe
- Cruz Germânica de ouro, em 19 de dezembro de 1941 [1]
- Cruz de Cavaleiro da Cruz de Ferro, em 29 de novembro de 1942[1]
- Ärmelband Afrika

## Obras

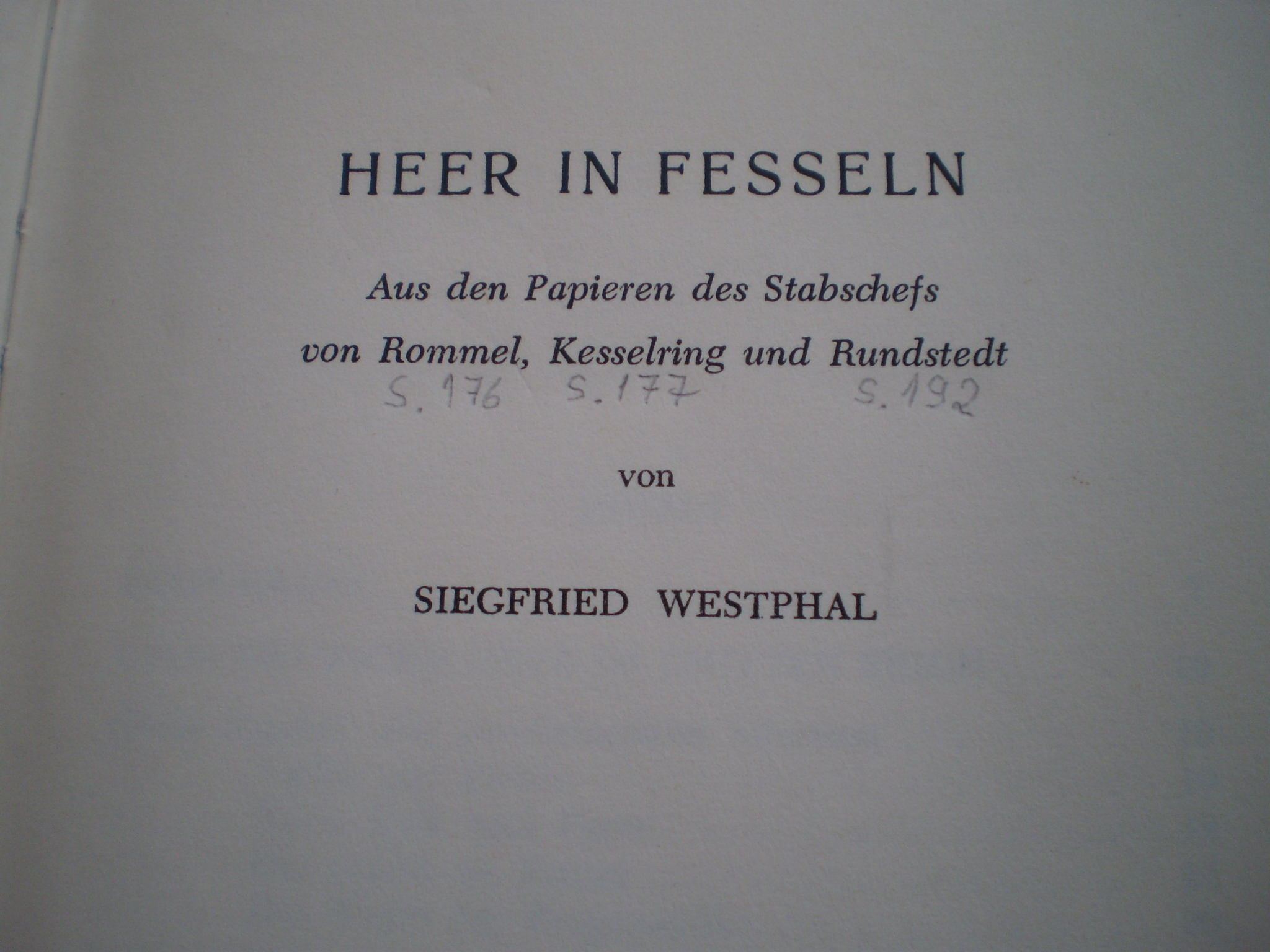
Heer in Fesseln

- Macht als vorwärts, Jungs!, Bad Wiessee, 1960
- Erinnerungen, Mogúncia, 1975
- Heer in Fesseln. Aus den Papieren des Stabschefs von Rommel, Kesselring und Rundstedt, Bonn, 1950
- Der deutsche Generalstab auf der Anklagebank : Nürnberg 1945-1948, Mogúncia, 1978